# Otto Rodehorst
Otto Rodehorst (* 27. November 1886 in Eschede, Provinz Hannover; † 31. Januar 1917 in Bukarest, Königreich Rumänien) war ein deutscher Gymnasiallehrer und Schriftsteller.

## Leben
Durch den Tod seiner Eltern in den Jahren 1900 und 1901 war Otto Rodehorst früh verwaist. Nach der Volksschule seines Heimatortes besuchte er die Privat-Präparandenanstalt zu Eversen (Hannover) und von 1904 bis 1907 das Lehrerseminar in Northeim. Nach fünfmonatiger Tätigkeit als Lehrer in Sarstedt erhielt er zum 1./14. September 1907 durch Vermittlung des Auswärtigen Amtes eine Lehrerstelle an der deutschen Schule in Galatz (Rumänien) und zum 1. September 1909 eine Stelle an der von Deutschland, Österreich-Ungarn und Rumänien anerkannten deutschen Oberrealschule der Evangelischen Gemeinde in Bukarest. Nachdem er dort vier Jahre unterrichtet hatte, kehrte er zum Herbst 1913 in den heimischen Schuldienst zurück. Im August 1909 bestand er die zweite Lehrerprüfung und im April 1913 das Mittelschulexamen für Deutsch und Erdkunde. Ab Oktober 1913 war er als Lehrer am Progymnasium Nienburg tätig.
Größere Reisen führten ihn unter anderem auf dem Seeweg von Galatz nach Hamburg, durch Österreich-Ungarn, nach Ägypten, Marokko, Griechenland, die Donau abwärts von Passau bis zum Schwarzen Meer, durch den Kaukasus, die Wolga aufwärts von Astrachan bis Nischni-Nowgorod und quer durch Russland. Schriftstellerisch gilt er als Vertreter der „niedersächsischen Heimatdichtung“. Er trat insbesondere als Verfasser einiger Theaterstücke, durch einen Roman mit autobiografischen Zügen (1912) sowie eine Erzählung über Dorfbewohner in der Lüneburger Heide beim Ausbruch des Ersten Weltkriegs (1915) in Erscheinung. Als Teilnehmer an diesem Krieg diente er im Range eines Unteroffiziers beim Generalstab als Dolmetscher sowie in Fronteinsätzen. Er starb im Alter von 30 Jahren in einem Feldlazarett in Bukarest an einer Blutvergiftung als Folge einer Verletzung.

## Veröffentlichungen (Auswahl)
- Dahlhofs Jüngster. Gutenberg-Verlag, Berlin 1912.
- Und wenn die Welt voll Teufel wär! Ein Bericht, wie kleine Leute den großen Krieg miterlebten. G. Grote’sche Verlagsbuchhandlung, Berlin 1915 (Digitalisat).